# Conte di Kent
Il titolo conte di Kent venne creato otto volte durante il Regno d'Inghilterra e una volta nel Regno Unito.

## Prima creazione (1020)
- Godwin, conte di Wessex (1020–1053)
- Leofwine Godwinson (1053–1066)

## Seconda creazione (1067)
- Odo, conte di Kent, e vescovo di Bayeux (?- 1097) (perse il titolo nel 1088)

## Terza creazione (1141)
- William de Ipres, I conte di Kent (c. 1095–1165) (perse il titolo nel 1155)

## Quarta creazione (1227)
- Hubert de Burgh, I conte di Kent (?-1243)

## Quinta creazione (1321)
- Edmondo Plantageneto, I conte di Kent (1301–1330) (perse il titolo nel 1330)
- Edmondo Plantageneto, II conte di Kent (d. 1333) (restored 1331)
- Giovanni Plantageneto, III conte di Kent (1330–1352)
- Giovanna di Kent, principessa del Galles e quarta contessa di Kent (1331–1385)

## Sesta creazione (1360)
I conti della sesta creazione utilizzarono "Barone Holand" come titolo sussidiario fino al  1408. Il primo conte fu marito di Giovanna di Kent, quarta contessa della quinta creazione.
- Thomas Holland, I conte di Kent (d. 1360)
- Thomas Holland, II conte di Kent (1350–1397)
- Thomas Holland, III conte di Kent e primo duca di Surrey (1374–1400)
- Edmund Holland, IV conte di Kent (1384–1408)

## Settima creazione (1461)
- William Neville, I conte di Kent (1405-1463)

## Ottava creazione (1465)
- Edmund Grey, I conte di Kent (c. 1420–1498)
- George Grey, II conte di Kent (c. 1460–1503)
- Richard Grey, III conte di Kent (1481–1524)
- Henry Grey, IV conte di Kent (c.1495–1562)
- Reginald Grey, V conte di Kent (?-1573)
- Henry Grey, VI conte di Kent (1541–1615)
- Charles Grey, VII conte di Kent (c. 1545–1623)
- Henry Grey, VIII conte di Kent (c. 1583–1639)
- Anthony Grey, IX conte di Kent (1557–1643)
- Henry Grey, X conte di Kent (1594–1651)
- Anthony Grey, XI conte di Kent (1645–1702)
- Henry Grey, XII conte di Kent (1671–1740), creato marchese di Kent nel 1706 e duca di Kent nel 1710.